# Chengdu Greenland Tower
El Chengdu Greenland Tower es un rascacielos superalto que está en construcción en la ciudad China de Chengdu. Su construcción comenzó en 2014 y se espera que termine en 2026, con una altura final de 468 metros y con 101 plantas, se convertirá en el rascacielos más alto de la ciudad de Chengdu, y en el 10º rascacielos más alto de China.